# 东坎街道
东坎街道是中华人民共和国江苏省盐城市滨海县下辖的一个街道办事处。
2015年1月9日，江苏省人民政府批复同意撤销东坎镇，以原东坎镇团结、阜康、仁和、东园、坎东、蔬菜、坎北、沙庄、北荡、新建、阜中、阜东、城南13个居委会和会农、新安、东三、广垛、盘洋、头层、沿淮、兴庄8个村委会区域设立东坎街道办事处，街道办事处驻坎北居委会幸福路1号。

## 行政区划
东坎街道下辖以下村级行政区划单位：
新建社区、坎东社区、东园社区、蔬菜社区、仁和社区、坎北社区、阜东社区、阜中社区、阜康社区、团结社区、城南社区、北荡社区、东三村、头层村、沿淮村、兴庄村、广垛村、盘洋村、新安村、会农村和沙庄社区。